# Афшин (титул)

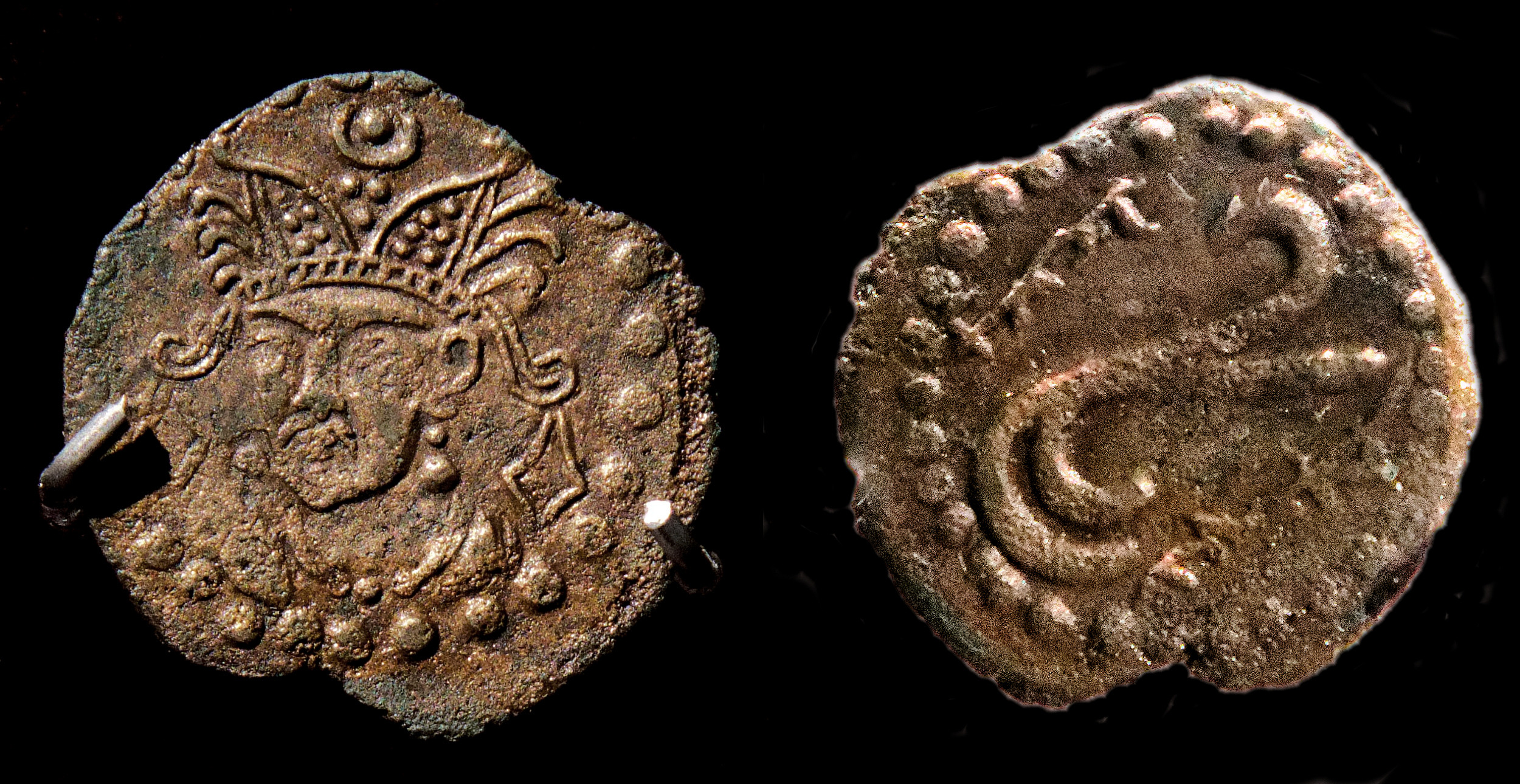
Монета с именем Раханча, согдийского владыки княжества Уструшана. На реверсе — символ тамги с именем. Раскопки во дворце Кала-и Кахкаха I, Бунджикат. VII век н. э., Национальный музей древностей Таджикистана (RTL 213)

Афшин (согд. xšēwan [pšwn]; авест. Pisinah; пехл. Pišīn; перс. افشین‎) — традиционный титул у согдийцев. Предполагается, что имел буквальное значение, аналогичное русскому государь, князь и семитскому эмир. Афшином (MR’Y) именовался, согласно мусульманским нарративным источникам, правитель Усрушаны; равнозначный титул, переданный идеограммой MR’Y, был присвоен правителям Панча (Пенджикента).
В Согде афшины были правителями согдийских городов-государств, иногда суверенными, но чаще — зависимыми. С формированием общесогдийской конфедерации вокруг Самарканда его правитель — самаркандский афшин, став всесогдийским ихшидом. Своих сыновей-наследников он обычно жаловал титулами афшинов в других городах. Таким образом, если трон ихшида занимал афшин другого города, в этом случае он афшином Самарканда не титуловался. Также обладатель этого титула мог быть верховным правителем Согдианы и не получив титула ихшида.
В китайских хрониках как аналог титула «афшин» использовался титул ван. В согдийских документах, в том числе и в архиве с горы Муг, титул «афшин» не встречается. Анализ этимологии политического термина попытался осуществить В. И. Абаев, сопоставивший его с сохранившимся в осетинском языке словом из сарматской терминологии afsin — «хозяйка». По иной версии, слово является арабизированным вариантом среднеперсидского «Пишин» (Pišīn), от авестийского имени Писинанга (Pisinah), сына Кея Кавада.
Титул постепенно вышел из употребления после ликвидации арабами независимого согдийского государства, однако ещё в первые десятилетия IX века он использовался в исламизированной форме «аль-Афшин». Так, последний афшин Уструшаны и полководец халифа аль-Мутасима Биллаха Хайдар ибн Кавус, известный подавлением восстания хуррамитов под предводительством Бабека, называется обычно в источниках не этим собственным именем, а просто его титулом — аль-Афшин.
По мнению В. Ф. Минорского, афшинами именовали себя и представители династии Саджидов, правившие Азербайджаном в IX—X веках, и возводившие своё происхождение к современнику Хайдара ибн Кавуса Абу-с-Саджу Дивдаду.